# 149728 Klostermann
149728 Klostermann è un asteroide della fascia principale. Scoperto nel 2004, presenta un'orbita caratterizzata da un semiasse maggiore pari a 2,5831872 UA e da un'eccentricità di 0,0888842, inclinata di 15,51782° rispetto all'eclittica.